# 토니 캠폴로

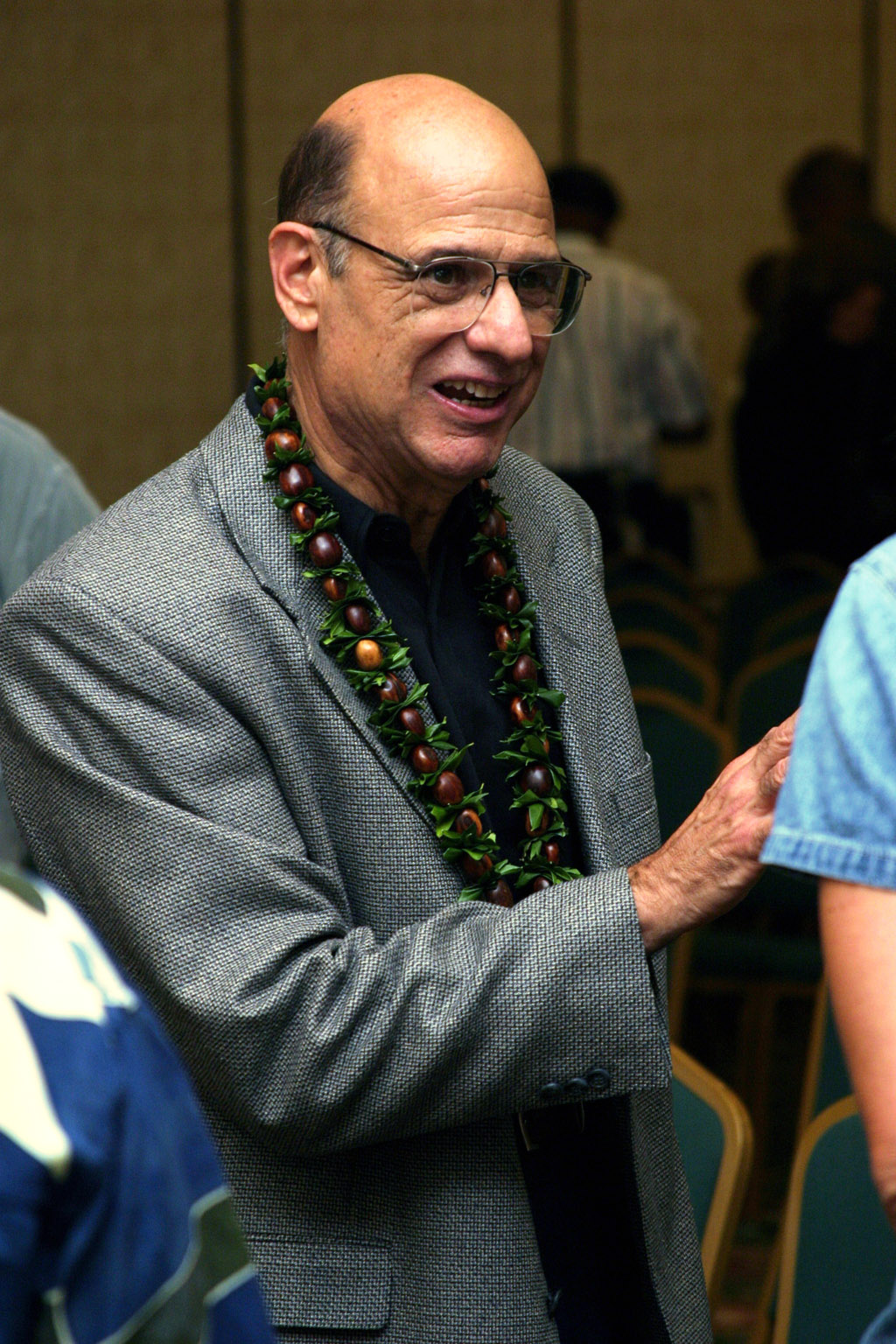
토니 캠폴로

토니 캠폴로(Anthony Tony Campolo, 1935년 2월 25일~2024년 11월 19일)는 미국 침례교회(Baptist Church of America)목사이자 이스턴(Eastern)대학교의 사회학 교수로 일하는 사회학자이다. 1956년 웨스턴침례신학교(Western Baptist Semitary)를 졸업했으며,템플 대학교에서 철학 박사 학위(Ph.D)를 받았다. 토니는 현실 참여를 강조하는 신학자로 유명하여 개신교 신자들과의 강의도중에 비속어를 쓰는 것에 신자들이 발끈하자 "왜 제 비속어에는 화를 내시면서, 정말 화를 내야 할 사회의 구조적 악에는 침묵하십니까?"라고 반문했다는 일화가 있다.

## 저서
- 하나님 나라는 파티입니다: 삶에 지친 모든 이들에게 보내는 초청장(The Kingdom of God Is a Party) /토니 캠폴로 지음/변상봉 옮김/이레서원
- 친밀하신 하나님 행동하시는 하나님(The God of Intimacy and Action)/토니 캠폴로,메리 앨버트 달링 같이 지음/윤종석 옮김/복있는사람
- 크리스천이 다루기 힘들어 하는 20가지 뜨거운 감자/김은홍 옮김/작은행복
- 레드레터 크리스천 ("Red letter Christian")/토니 캠폴로 지음/배덕만 옮김/대장간

## 어록
| “ | 우리 누구나 우리가 믿는 것이 옳다는 주장을 내세우기 위해서, 또는 우리가 틀렸다고 확신하는 것을 비난하기 위해서 너무나 쉽게 성서를 부정확하게 사용한다. 언제나 동성애 행위는 그리스도인이 수용할 수 없는 것이었다는 점에는 의심의 여지가 없지만, 흥미로운 것은 신약성서는 다른 죄들-가령 가난한 사람들에 대한 무관심이나 다른 사람에 대한 사랑의 부족 같은 것들-만큼 그것에 많은 관심을 두지 않는다는 것이다 | ” |